# FCSG Cheerleader
FCSG Cheerleader ist die Cheerleading-Abteilung im Verein FC St. Gallen 1879 und wurde im April 2000 gegründet. Einer der ersten Auftritte fand anlässlich der Meisterpokalübergabe im Stadion Espenmoos statt. Die Cheerleader des FCSG gehören zu den führenden Squads (Teams) der Schweiz und haben in den vergangenen zehn Jahren regelmässig einen Schweizer Meistertitel gewonnen. 2012 wurden sie in fünf Kategorien Schweizer Meister.

## Teams
| Team            | Gründungsjahr | Kategorie       | Alter           |
| --------------- | ------------- | --------------- | --------------- |
| Green Lightning | 2000          | senior allgirl  | ab ca. 15 Jahre |
| Green Storm     |               | senior allgirl  | ab ca. 15 Jahre |
| Green Hurricane | 2023          | senior allgirl  | ab ca. 15 Jahre |
| Green Sparkle   | 2003          | junior allgirl  | ca. 10–15 Jahre |
| Green Rays      | 2012          | youth allgirl   | ca. 10–15 Jahre |
| Green Twinkle   | 2004          | pee wee allgirl | ca. 5–10 Jahre  |

## Geschichte
Im Frühjahr 2000 wurden die Cheerleader des FC St. Gallen gegründet.
Im Januar 2003 wurde das Juniorenteams Green Sparkle gegründet. Die Green Lightning nahmen am 6. April zum ersten Mal an den Schweizermeisterschaften in Egg, ZHT, teil und erreichten fünf Podestplätze in vier Kategorien, davon den 1. Platz im Cheerleading.
Am 4. April 2004 traten die Cheerleader des FCSG erneut an der Schweizermeisterschaft an. Die Ergebnisse: Vizeschweizermeister im Cheerleading, Schweizermeister in der Kategorie Cheerdance und insgesamt sieben Podestplätze. Am 9. September wurde das Juniorenteams Green Twinkle gegründet. Am 5. Dezember traten alle drei Cheerleader-Teams erstmals gemeinsam beim letzten FC-Heimspiel der Saison im Espenmoos auf.
Am 3. April 2005 holten die Green Lightning den Schweizermeistertitel in der Kategorie Cheerleading in die Ostschweiz zurück. An der II. Internationalen ELITE-Cheerleading Championship im Movie Park Bottrop (DE) am 4. Juni erkämpfte sich das Green Team die Bronzemedaille.
Am 25. Februar 2006 verteidigten die Green Lightning Cheerleader nicht nur ihren Meistertitel bei den Schweizermeisterschaften in Winterthur in der Kategorie Cheerleading, sondern gewannen auch in allen anderen Kategorien den ersten Rang. Erneut reisten die Cheerleader am 4. Juni ins norddeutsche Bottrop und belegten bei der III. Internationalen ELITE-Cheerleading Championship im Movie Park den 7. Platz in der Kategorie Senior Allgirl Cheer.
Die Cheerleading Schweizermeisterschaft wurde am 31. März 2007 in der Bodensee-Arena Kreuzlingen durchgeführt. Die Green Lightning Cheerleader verteidigten den Meistertitel in allen Disziplinen: Senior Allgirl Cheer, Cheerdance, Groupstunt, Partnerstunt und Individual. Im Mai starteten sie an der IV. Internationalen ELITE-Cheerleading Championship in Deutschland und erreichen den 5. Platz.
Bei der Schweizermeisterschaft im Athletik Zentrum St. Gallen am 15. März 2008 siegten die Green Lightning. An der V. Internationalen ELITE-Cheerleading Championship am 10./11. Mai in Deutschland verpassten die Green Lightnings mit dem sechsten Platz knapp den Einzug ins Finale. In der Kategorie Groupstunt qualifizierten sie sich als bestes Schweizer Team für die WM 2009 in Orlando, Florida.
Vom 23.–26. April 2009 traten die FCSG-Cheerleader erstmals bei einer WM an und erreichten sowohl bei der ICU World Cheerleading Championship, als auch bei den USAFS The Cheerleading Worlds den 4. Rang. Am 16. Mai gewannen die Lightnings mit ihrer Show, welche sie extra für die WM einstudiert hatten, den Schweizermeistertitel 2009. Auch die beiden Junioren-Teams Green Twinkles und Green Sparkles holten sich ebenfalls den Meistertitel in ihrer Kategorie.
Wegen des grossen zeitlichen sowie finanziellen Aufwandes flog das Team 2010 nicht zur WM. Sie vertraten jedoch am 22./23. April 2010 die Schweiz in der Kategorie ‚Senior Allgirl Groupstunt‘ und erreichten den 6. Rang. Am 22./23. Mai fuhr die Mannschaft nach Bottrop, um auch 2010 wieder bei der Elite-Cheerleading Meisterschaft dabei zu sein. Wie im Vorjahr erzielten sie den 6. Rang. Am 29. Mai gewannen die FCCG-Cheers bei der SM 2010 erneut. Die FCSG Cheerleader gründeten aufgrund des grossen Interesse im Herbst 2010 ein drittes Juniorenteam: die Green Rays.
Am 28./29. April 2011 waren die Green Lightning zum zweiten Mal als Team bei den Weltmeisterschaften dabei und erreichten den 7. Platz. Am 28. Mai schafften es die FCSG Cheerleader auch an der Schweizermeisterschaft in Bern den Titel wieder in die Ostschweiz zu holen. Die Green Sparkle sowie die Green Twinkle holten sich den Titel in der jeweiligen Kategorie. Die Green Rays konnten mit ihrem 3. Platz auch auf eine erfolgreiche erste Meisterschaft zurückblicken. Zum ersten Mal fuhren die FCSG Cheerleader im Juni mit dem Junioren Team Green Sparkle nach Deutschland und erreichten den sechsten Platz.
Am 12. Mai 2012 starteten die FCSG Cheerleader in fünf Kategorien der 16. Cheerleading und Cheerdance Schweizermeisterschaft und haben fünf Mal den Schweizermeistertitel gewonnen. Am 26./27 Mai neahmen die Green Lightning und die Green Sparkle an der ELITE-Cheerleading Championship teil. Am 30. Juni nahmen die Green Lightning an der Europameisterschaft statt.